# Sévère II d'Antioche
Sévère bar Mashqe fut, sous le nom de Sévère II d'Antioche, le quarante-quatrième patriarche d'Antioche de 668 à 680 ou 684 suivant le décompte de l'Église syriaque orthodoxe.